# Nino D'Angelo
Gaetano D'Angelo (Nápoles, 21 de junio de 1957) es un vocalista, compositor, actor y director de cine italiano.

## Biografía
Nació en el barrio napolitano de San Pietro a Patierno, siendo el primero de seis hijos de Antonio, obrero, y Emilia, ama de casa. Creció en la cercana población de Casoria. Debido a la precaria situación económica de su familia, abandonó la escuela en su adolescencia, dedicándose a trabajar como empleado en una tienda de zapatos, vendedor de helados en la Estación de Nápoles Central y cantante de bodas.
En 1979 se casó con Annamaria con quien tendría sus dos hijos; continúa con ella en la actualidad. Comenzó su carrera como actor en la sceneggiata, un género nativo de Nápoles, y más tarde como actor de cine.
Es un hincha fanático de la Società Sportiva Calcio Napoli, creó el himno del equipo (Napoli) y además mantuvo una fuerte amistad con Diego Armando Maradona, al que conoció durante la etapa del exfutbolista en el equipo.

### Carrera
Su primer disco, 'A storia mia (1976) fue muy bien recibido, especialmente en Sicilia.
En 1982 lanzó el álbum 'Nu jeans e 'na maglietta y una película con el mismo título. El álbum vendió más de un millón de copias y la película superó en Italia a Flashdance en la taquilla. Dichos proyectos le valieron la fama mundial.
Hasta la actualidad lleva publicados 37 álbumes de estudio, el último es Il poeta che non sa parlare (2021).